# Kościół św. Krzysztofa w Tuszynie-Lesie
Kościół świętego Krzysztofa w Tuszynie-Lesie – rzymskokatolicki kościół parafialny należący do parafii pod tym samym wezwaniem (dekanat tuszyński archidiecezji łódzkiej).
Jest to świątynia wzniesiona w latach 1981–1983, w stylu nowoczesnym, dzięki staraniom miejscowej ludności. Zaprojektowana została przez architektów: Elżbietę i Krzysztofa Muszyńskich. Poświęcona została w dniu 18 grudnia 1983 roku przez biskupa Józefa Rozwadowskiego.
Do wyposażenia budowli należą: ołtarz główny posoborowy i ołtarz boczny –  pod wezwaniem Matki Bożej Nieustającej Pomocy, organy elektryczne, 2 dzwony zawieszone na konstrukcji żelaznej obok świątyni, stacje Drogi Krzyżowej, ogrzewanie gazowe.